# مارتينا غيدك
مارتينا غيدك (بالألمانية: Martina Gedeck) مواليد 14 سبتمبر 1961 في ميونخ، بافاريا، ألمانيا الغربية، هي ممثلة ألمانية بدأت مسيرتها الفنية عام 1981.

## الأعمال

### أفلام
فلم الجدار
- السعادة الأصلية
- حياة الآخرين
- الراعي الصالح
- قطار المساء إلى لشبونة
- التلفزيون الألماني الثاني

## وصلات خارجية
- مارتينا غيدك على موقع IMDb (الإنجليزية)
- مارتينا غيدك على موقع ميتاكريتيك (الإنجليزية)
- مارتينا غيدك على موقع روتن توميتوز (الإنجليزية)
- مارتينا غيدك على موقع مونزينجر (الألمانية)
- مارتينا غيدك على موقع قاعدة بيانات الأفلام العربية
- مارتينا غيدك على موقع ألو سيني (الفرنسية)
- مارتينا غيدك على موقع ميوزك برينز (الإنجليزية)
- مارتينا غيدك على موقع أول موفي (الإنجليزية)
- مارتينا غيدك على موقع قاعدة بيانات الأفلام السويدية (السويدية)
- مارتينا غيدك على موقع ديسكوغز (الإنجليزية)
- الموقع الإلكتروني (بالألمانية)

```
(بالإنجليزية)
```